# Xar Moron He
Der Xar Moron He oder Xilamulun-Fluss (mongol. Šira Mören „Gelber Fluss“; Шар Мөрөн; Shar Mörön usw.; chinesisch 西拉木伦河, Pinyin Xila Mulun He, englisch Xar Moron River, Xilamulun River) ist ein 380 km langer Fluss im Osten der Inneren Mongolei in Nordostchina. 
Der Xar Moron He entspringt im Gebirge Baicha Shan (白岔山) im Südwesten des Hexigten-Banners in der südöstlichen Inneren Mongolei. Aus dem Norden kommend bildet er später zusammen mit dem Laoha He (老哈河) den Xiliao He (西辽河), der wiederum in den Liao He (chinesisch 遼河 / 辽河, englisch Liao River) fließt. 
Er fließt durch das Hexigten-Banner, das Ongniud-Banner, den Kreis Linxi, das Rechte Bairin-Banner, das Ar-Horqin-Banner und vereint sich an der Grenze zwischen dem Ongniut-Banner und Naiman-Banner mit dem Laoha He zum Xiliao He. 
Sein Tal ist die Heimat der Kitan (chin. Qidan).